# Picknick am Wegesrand
Picknick am Wegesrand (auch: Stalker; russisch Пикник на обочине Piknik na obotschine) ist ein 1971 entstandener Science-Fiction-Roman von Arkadi und Boris Strugazki.

## Inhalt
An sechs Stellen auf der Erde – den so genannten „Zonen“ – ist außerirdische Technologie zu finden, die eine extraterrestrische Zivilisation nach einem „Besuch“ der Erde dort zurückgelassen hat und die immer noch teilweise funktionsfähig ist. Diese Technologie bewirkt verschiedene und teils sehr gefährliche Effekte, die von den Menschen auch Jahre später immer noch nicht verstanden werden; deshalb wurden die Gebiete abgesperrt, werden wie militärische Sperrgebiete bewacht und der Handel mit den Artefakten wird unter Strafe gestellt. Trotz ihrer Gefährlichkeit sind die außerirdischen Artefakte heiß begehrt und werden mittlerweile, etwa als Schmuck oder Antriebsquellen immer mehr im alltäglichen Leben auf der Erde von Menschen eingesetzt, was sie zu einem wertvollen Schmuggelgut macht. Das Buch beschreibt Lebensepisoden einiger Bewohner der Stadt Harmont, die am Rande einer dieser Zonen liegt. Die verschiedenen Interessen – Wissenschaft, Militär, privates Gewinnstreben – prägen das Leben in Harmont im Allgemeinen und das Leben der Charaktere im Besonderen.
Die Hauptfigur des Romans ist Roderic Schuchart (im Original: „Redrick“, russisch „Рэдрик“, kurz „Red“), ein „Schatzgräber“ (Original: „Stalker“, russisch „Сталкер“), einer jener Männer, die unerlaubt unter Einsatz ihres Lebens in die Zone eindringen, dort Artefakte sammeln und sie auf dem Schwarzmarkt zu Geld machen. Nachdem im späteren Verlauf des Romans immer mehr Roboter in der Zone Bergungsarbeiten durchführen und aufgrund konsequenter Verfolgung und Todesfällen bei der „Bergung“ der Artefakte die Zahl der traditionellen Schmuggler immer stärker abnimmt, begibt sich Schuchart ein letztes Mal in die Zone, um die sagenumwobene „goldene Kugel“ zu bergen. Dieser Kugel wird nachgesagt, sie würde „alle Wünsche erfüllen“. Am Ende seines Weges setzt sich die Hauptfigur immer mehr mit ihrem Leben und Wünschen auseinander und offenbart ihre Selbstentfremdung. Angesichts seiner widersprüchlichen Emotionen muss Schuchart schließlich feststellen, dass er keinen ihm eigenen Wunsch formulieren kann, und wünscht, mit sich im Unreinen: „Glück für alle, umsonst, niemand soll erniedrigt von hier fortgehen.“

### Stil
Das Buch ist größtenteils aus der Perspektive des Schatzsuchers Roderic Schuchart geschrieben. Es ist in einem realistisch beschreibenden Stil gehalten, besonders im letzten Kapitel werden die Gedanken Schucharts dargestellt. Gelegentlich werden Beobachtungen aus der Perspektive anderer Personen beschrieben und so die Bedeutung des „Besuchs“ und der „Zone“ aus wissenschaftlicher und philosophischer Perspektive dargestellt. Bezeichnend für den Roman ist ein Wechsel in der Erzählperspektive: Der erste Abschnitt, in dem Schuchart noch als Forscher tätig ist und offiziell organisierte Expeditionen in die „Zone“ unternimmt, wird aus Schucharts Ich-Perspektive erzählt. In den späteren Abschnitten, in denen Schuchart nunmehr als illegaler „Schatzgräber“ agiert, wird dagegen ein personaler Erzähler verwendet.

### Über den Besuch
Im Buch werden einige Thesen über den Besuch präsentiert. Eine von der Schmugglerperspektive aus favorisierte, auf die sich auch der Buchtitel bezieht, lautet: Die Wesen sind gelandet und wieder davon geflogen, haben auf der Erde ihren Unrat liegen lassen und die Menschheit als solche wahrscheinlich gar nicht wahrgenommen – analog zu einem Picknick am Wegesrand, bei dem Spaziergänger ihren Abfall liegen lassen und Insekten und Krabbelgetier in ihm keinen erkennbaren Nutzen finden, er aber ungewollte Gefahren für sie mitbringt. Eine weitere These besagt, dass die Zone ein Experiment sein könnte, in dem die Schatzgräber und Anwohner nicht mehr als weiße Mäuse in einem Irrgarten sind.

## Rezeption
Stanisław Lem interpretiert die Erzählung als „Ausgangsbedingung für ein Gedankenexperiment der ‚experimentellen Geschichtsforschung‘“. Darin ähnelt es stark seinem Werk Solaris.
Lems Erklärung für die Zone widerspricht dem Grundgedanken eines Picknicks. Er analysiert die Beschaffenheit der Zonen und kommt zu dem Schluss, dass es sich bei ihnen um Unfälle handeln müsse. Nach seiner Interpretation sind unbemannte Raumschiffe auf der Erde havariert und haben ihre Ladung dabei verloren. Schutzmechanismen haben allerdings dafür gesorgt, dass die Artefakte in scharf abgegrenzten Bereichen verblieben.
Neben diesem Gedankenspiel beschreibt Lem religiöse Aspekte des Buches und der Zonen. Kritik übt er vor allem an dem Thema „goldene Kugel“. Dieses Objekt erfüllt Wünsche, ist nur durch die Überwindung zahlreicher Gefahren erreichbar; eine davon verlangt ein Opfer, um eine weitere Person passieren zu lassen. Laut Lem entspricht dies in der Grundstruktur einer märchenhaften Erzählung und widerspricht damit dem zufälligen Charakter der Verteilung von Nutz- und Schadobjekten in der „Zone“.

„Eine Fabel über die Verzweiflung der Intelligenzija der sechziger Jahre, die sich der völligen Ausschaltung der Reformbewegung gegenübersah."“

Die französische Übersetzung wurde 1981 mit dem Prix de la SF de Metz ausgezeichnet.

## Verwendung in anderen Werken

### Der FilmStalker
Nach Motiven des Buches wurde 1979 von Andrei Tarkowski der sowjetische Film Stalker gedreht. Das Drehbuch für den Film stammt ebenfalls von den Brüdern Strugazki. Der Film bezieht sich nur sehr entfernt auf die Buchvorlage. Die „goldene Kugel“ wurde durch ein sagenhaftes „Zimmer“ ersetzt, das angeblich alle Wünsche erfüllt. Der „Stalker“ (Synonym für den „Wegführer“) führt gegen Bezahlung zwei Männer – einen Schriftsteller und einen Naturwissenschaftler – durch die Zone zu diesem Zimmer.
Eine erste (später stark geänderte) Variante des Drehbuches wurde unter dem Titel „Die Wunschmaschine“ in der Ausgabe 2/1984 der Zeitschrift „Sowjetliteratur“ abgedruckt, später nachgedruckt in der Anthologie „Lichtjahr 4“ (Verlag Das Neue Berlin, 1985) sowie in Franz Rottensteiner „Polaris 10“ (Suhrkamp Verlag, 1986).

### Die ComputerspielreiheS.T.A.L.K.E.R.
Im März 2007 erschien das Spiel S.T.A.L.K.E.R.: Shadow of Chernobyl der ukrainischen Entwickler GSC Game World. Die Handlung wird darin von Harmont in die Umgebung des Kernkraftwerks Tschernobyl des Jahres 2012 verlegt und lehnt sich nur indirekt an Buch und Film an.
Das Spiel stellt eine Kombination aus Ego-Shooter und Rollenspiel dar und liefert eine eigene Erklärung für die Entstehung der Zone, die in der Rahmenhandlung des Spiels im Jahre 2006, also etwa 20 Jahre nach dem Atomunfall von Tschernobyl, aus zunächst unbekannten Gründen auftauchte: Die Rolle der goldenen Kugel übernimmt im Spiel ein Monolith (ähnlich dem in 2001: Odyssee im Weltraum), der sich innerhalb des „Sarkophags“ des Unglücksreaktors befindet und ebenfalls alle Wünsche erfüllen kann. Eines der sieben alternativen Enden des Spiels entlarvt aber auch diese Erklärung als Täuschung.
Fortgesetzt wurde die Reihe im S.T.A.L.K.E.R.-Universum mit S.T.A.L.K.E.R.: Clear Sky und S.T.A.L.K.E.R.: Call of Pripyat.

### Das Metro-2033-Universum
In den Science-Fiction-Romanen des Metro-2033-Universums des russischen Schriftstellers Dmitri Gluchowski spielen die „Stalker“ genannten Schatzsucher eine zentrale Rolle. Allerdings durchsuchen sie hier keine außerirdischen Hinterlassenschaften, sondern die Überreste der untergegangenen menschlichen Zivilisation auf der Erdoberfläche.

### Der FilmЯ тоже хочу
Der russische Film Я тоже хочу („Ich will auch“) des Regisseurs Alexei Balabanow aus dem Jahr 2012 ist eine Neuinterpretation von Stalker: Drei ungleiche Suchende begeben sich in eine verseuchte Zone, in der Wünsche erfüllt werden.

## Deutsche Ausgaben
- Deutsche Erstausgabe: Picknick am Wegesrand. Utopische Erzählung, übersetzt von Aljonna Möckel, Illustrationen von Günter Lück, Verlag Das Neue Berlin, Berlin 1975 (Taschenbuchausgabe in der Reihe SF Utopia 1983)
- Ausgabe für die BRD: Picknick am Wegesrand. Utopische Erzählung, übersetzt von Aljonna Möckel, mit einem Nachwort von Stanisław Lem, Suhrkamp Verlag, Frankfurt am Main 1981 (Phantastische Bibliothek, Bd. 49; 14. Auflage 2008) ISBN 3-518-37170-3.
- Eine Textfassung, die von Erik Simon nach der ungekürzten und unzensierten Originalversion ergänzt wurde, erschien 2010 in der sechsbändigen Werkausgabe: Werkausgabe – Zweiter Band, ISBN 978-3-453-52631-0, S. 7–232.
- Neue Ausgabe: Stalker, übersetzt von M. David Drevs, mit Bonusmaterial, Heyne Verlag, München; 1. Auflage 2021, ISBN 3-453-32101-4.